# Афродита Керченська
Афродита Керченська — випадково знайдена скульптура Афродити в Керчі, створена в добу еллінізму.

## Історія знахідки

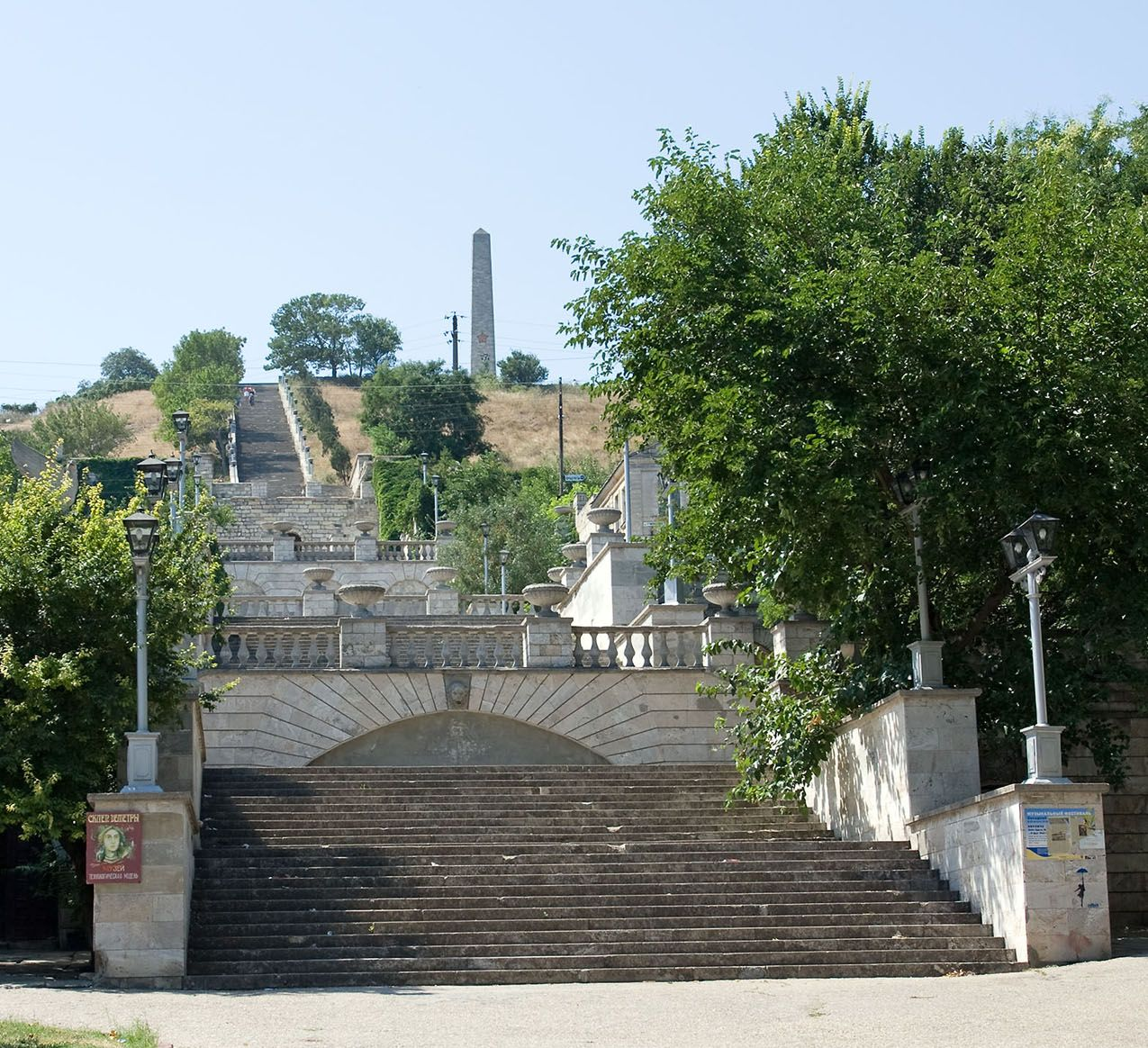
Керч. Сходи на гору Мітрідат.

Частина античного Пантікапея забудована спорудами сучасної Керчі. Під будинками, шляхами і суспільними спорудами опинились значні мало — чи зовсім не обстежені ділянки античного міста. Саме необстежені ділянки і підносять час від часу сюрпризи. В червні 1958 року під час прокладання траншеї по-за школою — гімназією імені В. Г. Короленка була знайдена невелика скульптура на глибині приблизно двох метрів. Дещо обізнаний в мистецькій вартості знахідок, робітник передав пошкоджений твір в місцевий музей. Музейники спромоглися навіть нагородити добродія грошовою премією в сто радянських рублів.

## Афродита — уособлення могутності природи

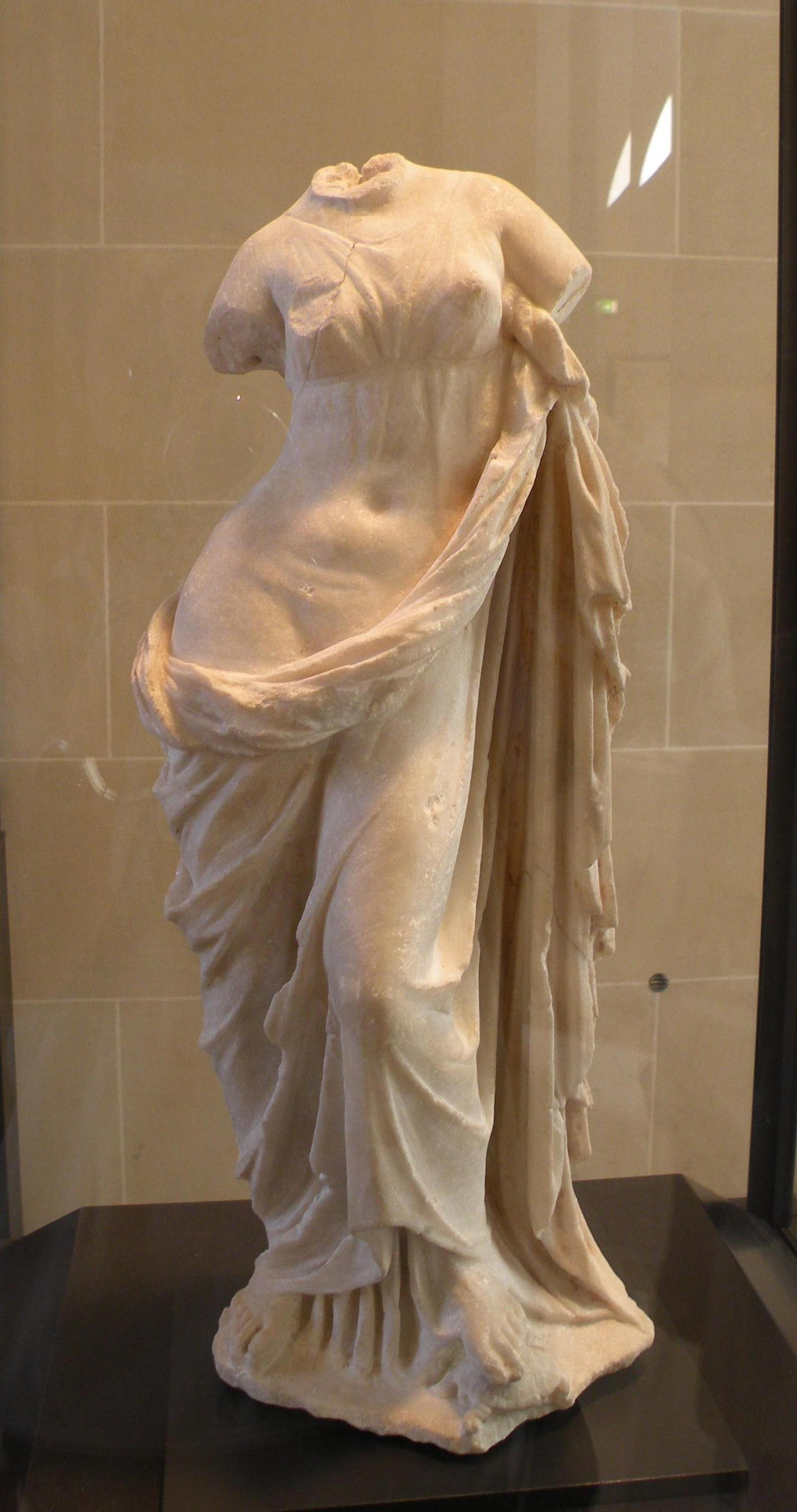
Скульптура Афродити, подібна до Керченської.

Співзвучним назві Афродита було грецьке слово «афрос», тобто піна. Можливо, звідси витоки легенди про її народження з піни морської. В добу Стародавньої Греції Афродита стала уособленням могутніх сил природи. У греків була Афродита Уранія (тобто небесна), Афродита Пандемос (володарка на землі), Афродита Понтія (тобто морська). Як богиня кохання — вона мала в руці квітку або яблуко, що отримала в нагороду за красу і хитрість від Паріса, якому віддала як хабар — красуню Єлену. Афродиту Пандемос (володарку на землі) супроводжував заєць або птах. Афродита Понтія була уособленням спокійного, лагідного до людей моря і подавалась разом з дельфіном. Її шанували разом з богом Посейдоном. Підтвердженням, що Афродиту Понтію шанували і в Північному Причорномор'ї, була знахідка 1969 року фігурки Афродити з дельфіном на розкопках в місті Німфей, що неподалік від сучасної Керчі. Але ця фігурка виготовлена з теракоти і датована 2 століттям до н. е. Храми Афродити часто будували в гаванях, в портових містах чи на островах.

## Опис твору
Уламок скульптури з білого мармуру. За висновками дослідників належить невідомому майстру доби еллінізму і датований третім століттям до н. е. Збережена частина скульптури втратила ноги нижче колін, всю праву руку, голівку і долоню лівої руки. Збережені оголений торс богині кохання, ліва рука і стегна, прикриті хітоном. Богиня спирається на підпору, трохи зігнувши вбік стан.
На відміну від численних скульптур в різних музеях світу, що виготовлені римськими скульпторами як копії грецьких оригіналів, зразок скульптури в Керчі — давньогрецький оригінал. До того ж, витвір мистецтва подібного ґатунку знайдено на території Керченського півострова — вперше. За припущеннями колись скульптура була не білою, як зараз, а вкритою тонким шаром ганозісу (суміші воску з фарбами чи пігментами), що захищало її поверхню і робило наближеною до живого тіла людини.

## Див. також

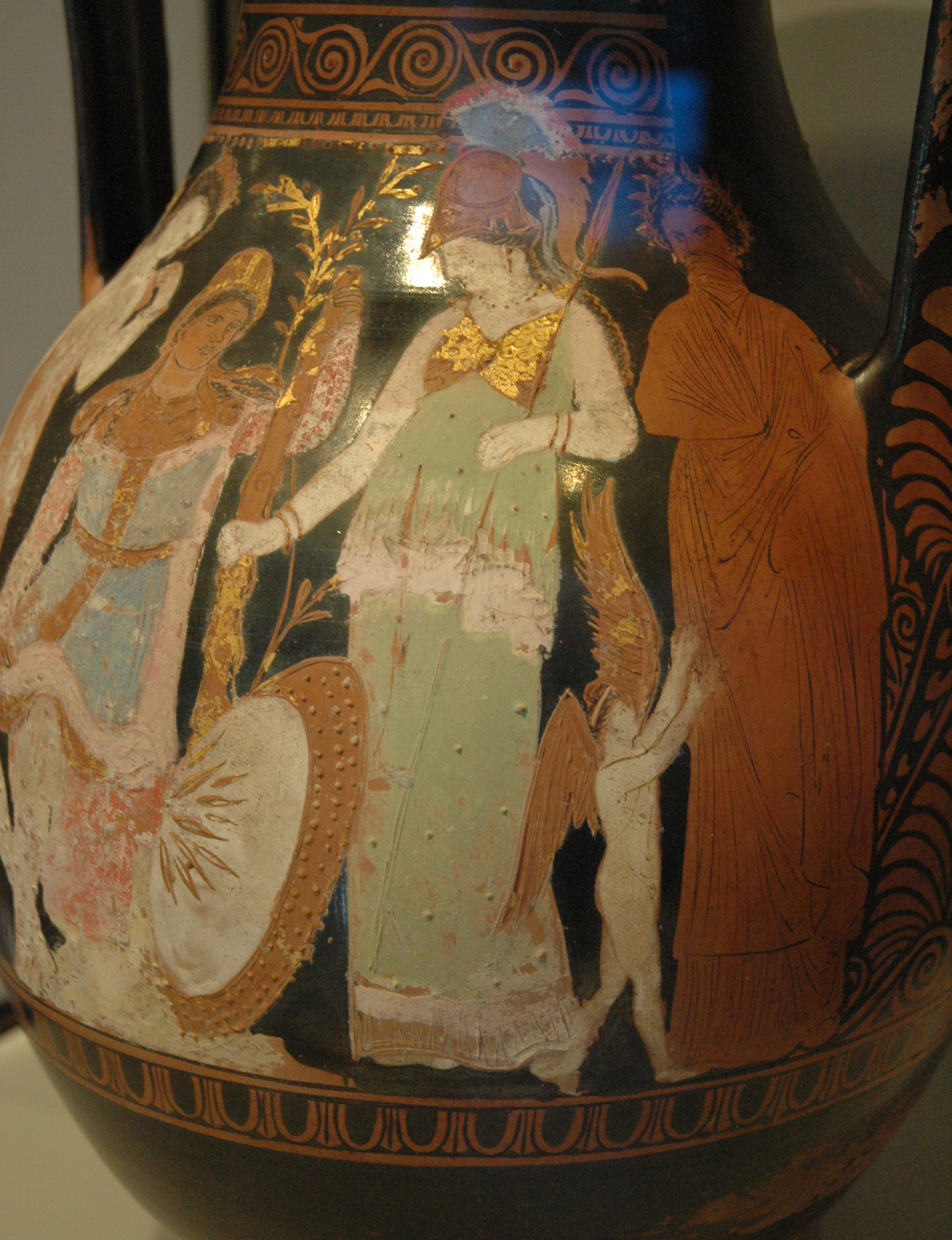
Пеліка Суд Паріса, керченські вази, Вазописець шлюбних процесій, 360 до н. е., Музей Гетті, США.